# Sântimreu
Sântimreu (węg. Hegyközszentimre) – wieś w Rumunii, w okręgu Bihor, w gminie Sălard. W 2011 roku liczyła 609 mieszkańców.